# 故友重逢
《故友重逢》（英語：Meet Kevin Johnson）是美国电视剧《迷失》第4季的第8集，也是全剧的第80集，于2008年3月20日通过美国广播公司在美国首播，同时还通过CTV电视网在加拿大首播。本集剧本由《迷失》制作总监伊丽莎白·萨诺夫和制作人布莱恩··沃恩在2007年10至11月创作，执行制作人斯蒂芬·威廉姆斯出任导演，拍摄工作于11月完成。
《迷失》的主要剧情围绕太平洋上的某个小岛展开，海洋航空815航班在此坠机67天后，幸存者迈克尔·道森在第2季的季终集里通过与之前就住在岛上、行事神秘莫测的“其他人”谈判，成功获得搭乘汽艇和儿子一起离开这座岛的机会。但过了1个月，剧情发展到《故友重逢》前一集时，迈克尔又化名“凯文·约翰逊”，出现在距岛不远的一艘货轮上。《故友重逢》的大部分剧情都是连续性的闪回情境，这类情境的总时长在《迷失》剧集创下新的纪录。从这集来看，迈克尔已沦为“其他人”的间谍，此前1个月都在位于纽约的“卡哈纳号”货轮上。
2007年－2008年美国编剧协会大罢工就在编剧完成本集剧本当天爆发，全季已经预订16集，这是其中第8部完成的剧本。后期制作在数週后结束，在此期间没有编剧的进一步参与。美国广播公司承诺，无论这次大罢工最终如何收场，电视台都会连续播完这8集，但众编剧感觉《故友重逢》之中留下的悬念不适合作为本季的最终集，所以提出反对意见，但美国广播公司没有接受。
《故友重逢》的首播共计吸引到1,300万美国观众收看，所获评价褒贬不一。高潮戏段成为评述焦点，许多评论中批评节目不该把故事布局及重点放在次要角色身上。虽有多名评论家称赞剧中对迈克尔情感历程的描绘，但他们也批评迈克尔的亲身经历从时间和空间上似乎都与之前剧集中奠定的《迷失》时间轴存在冲突。《故友重逢》之后还为《迷失》赢得2008年的黄金时段艾美奖杰出音效奖。

## 剧情
本集剧情从2004年12月26日开始，距海洋航空815航班在太平洋某个不知名小岛上坠机已经过了3个多月。一艘名为“卡哈纳号”（Kahana）的货轮停在该岛近海，大部分剧情都是在船上展开。货轮为亿万富翁查尔斯·威德摩尔（Charles Widmore）所有，他一心要抓到岛上“其他人”的领袖本杰明·莱纳斯（简称“本”，迈克尔·爱默生饰）。两名船员打算乘木筏离开货轮，但被船长高尔特（Gault，格兰特·鲍尔饰）阻止。高尔特当着众人的面打了两人，并朝他们大喊，说这是为了救他们的命，提醒大家都不要忘了之前乔治·明可夫斯基（George Minkowski，费舍·史蒂芬斯饰）离开船后的遭遇。第二天早上，萨伊德·贾拉（纳威恩·安德利维斯饰）找上迈克尔·道森，质问他为何会在这艘船上，接下来镜头切换成连接性的闪回，介绍迈克尔逃离岛屿后的经历。
迈克尔和儿子沃特·劳伊德（马尔科姆·大卫·凯利饰）回到纽约，但他一直难以克服心中的罪恶感。还在岛上时，为了救出被“其他人”俘虏的儿子，他不惜亲手杀害安娜-露西亚·科特斯（米歇尔·罗德里格兹饰）和莉比（辛西娅·沃卓斯饰）。父子两人逐渐变得疏远，沃尔特前去同奶奶（斯塔勒塔·杜波伊斯饰）一起生活。迈克尔经常出现幻觉或是做噩梦，看到死在他手上的莉比。试图以车祸自杀未果后，他又把权真秀（金大贤饰）在第1季季终集送给他的表卖掉并买了支枪，但枪却在最后关头卡壳，自杀再度以失败告终。当晚，之前在岛上绑架沃尔特的汤姆·弗伦德利（Tom Friendly）找上迈克尔，称是太平洋上的那座岛屿不允许他自杀，然后还向迈克尔转达指令：化名“凯文·约翰逊”（Kevin Johnson）渗透到卡哈纳号货轮上，并杀害船上所有的人。汤姆声称，这些人的目的是杀死815航班的所有幸存者。迈克尔接受任务，从斐济登上货轮。同部分船员熟悉后，迈克尔对执行任务感到于心不忍，但他接下来又看到马丁·克米（凯文·杜兰饰）同其他雇佣兵一起在用机枪打靶，于是决定继续使命。迈克尔试图引爆汤姆提供的炸弹，但这颗炸弹实际上是假的，本通过无线电同迈克尔取得联系，称自己无意在同威德摩尔的争斗中滥杀无辜。闪回镜头至此结束，萨伊德对迈克尔同本合作深感震惊，于是向高尔特告发。
815航班的部分幸存者在其它人废弃的兵营暂住下来，约翰·洛克同多名支持者经过讨论认定，迈克尔是本安插在卡哈纳号上的间谍。此后不久，本催促养女艾莉克斯（坦妮娅·雷蒙德饰）前去名为“神殿”的其他人避难所躲避，艾莉克斯同生母达妮艾尔·卢梭（米拉·福兰饰）和男友卡尔（布莱克·巴绍夫饰）一起上路。经过丛林时，3人遭到伏击，卡尔和卢棱被枪杀，艾莉克斯投降后被俘。

## 制作

### 演员

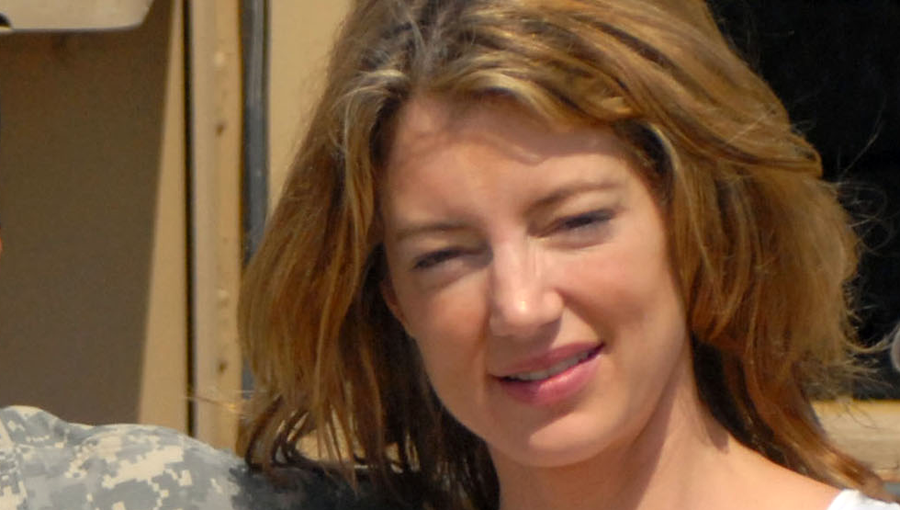
扮演莉比的辛西娅·沃卓斯在第2季结束后离开剧组

辛西娅·沃卓斯扮演的莉比一角在《迷失》第2季被杀，虽然编剧助理马特·拉吉安蒂（Matt Ragghianti）曾在线上交流中承诺，会在第2季中加入围绕莉比展开的闪回剧情，但这份承诺并未兑现，沃卓斯也成为《迷失》中第1个并未出演过主要人物的主要演员。淡出观众视线一年多后，她在《故友重逢》中再度亮相。剧集主创、执行制作人兼编剧戴蒙·林道夫在莉比一角死亡后透露，计划在节目第3季中讲述更多有关她的故事。但这一计划此后再度延迟，林道夫称，利比的背景故事会通过第4季登场的新人物在闪回镜头中讲述。执行制作人兼编剧卡尔顿·库斯（Carlton Cuse）还进一步表示，这些闪回镜头会经多集一起展开。但这份承诺同样未能实现，沃卓斯只不过在《故友重逢》中通过迈克尔闪回镜头中的幻觉短暂露面。之后众编剧又承诺，虽然尚未对莉比的过去施以足够笔墨，但他们一定会在第5季将其落实。2008年12月初，有报道称《迷失》的编剧再度调整思路，库斯表示莉比的戏份“已基本完结”。同其他主要戏码结束后以客串形式回归的《迷失》主要演员一样，沃卓斯在《故友重逢》的露面也只是按“友情客串”而非“特别客串”计酬。不过，她的名字同已连续客串出演多集的迈克·康纳·盖尼（M.C. Gainey）一起出现在客串演员名单之首，之后才是按首字母顺序排列的其他客串演员。盖尼对此表示，《迷失》中的人物即便死亡，也仍然有再度出镜的可能，“因为每个人都有过去”。戴蒙·林道夫则称，这一定程度上就像对逝者的追思，以及对汤姆和莉比的回忆，在第4季早期剧集中丧命的纳奥米·杜丽（Naomi Dorrit，玛莎·托马森饰）和乔治·明可夫斯基都是如此。
《迷失》第1季的主要演员马尔科姆·大卫·凯利（Malcolm David Kelley）也在本集中客串出镜，扮演迈克尔10岁大的儿子沃尔特，但只有很短暂的远景镜头，而且没有台词，他的名字也没有列入演员表。凯利这时已经15岁，据他所说，为了让他看起来更年轻，剧组给他化了妆，但林道夫和库斯表示，这个镜头实际上是视觉特效总监米奇·萨斯金（Mitch Suskin）利用第1季镜头合成的。由于剧中凯利的形象非常模糊，他的名字也没有出现在演员表上，因此多位电视评论员确信沃尔特一角已经改由其他演员扮演。杂志的史蒂夫·海斯勒（Steve Heisler）在评述中写道：“你真得佩服《迷失》的编剧，连续几周里，人们都在猜测他们会如何处理的沃尔特迫在眉睫的青春期问题。看吧，节目的剧情发生在2004年，距班机失事只过了几个月，但……凯利显然已经长大成人……明显大了好几岁……那他们会怎么办呢？他们……就是直接不再让他露面，这太狡猾了。”网站的丹尼尔（Daniel）觉得，考虑到沃尔特足足长高了超过30厘米，不在镜头中清晰显现他的形象的确是掩饰的好办法。他还认为，沃尔特很可能不会再在《迷失》中出现。妮琪·斯塔福德（Nikki Stafford）在《向导》（Wizard）杂志发文，她甚至认为“那个站在窗户里面的孩子肯定不是马尔科姆·大卫·凯利……我觉得凯利不会回归出演这个角色。”
已经在第3季中出演过6集，又在第4季前两集露过面的布莱克·巴绍夫（Blake Bashoff）经试镜成功，赢得在百老汇音乐剧《春晓》（Spring Awakening）中诠释莫里茨·施蒂费尔（Moritz Stiefel）一角的机会。为此他提醒林道夫和库斯，从2007年12月开始，他需要参加音乐剧的排练和演出，所以至少6个月内都无法参加《迷失》的摄制。林道夫等人都是音乐剧的“大粉丝”，他们祝贺巴绍夫得到这次“难得的机遇”，然后开始同其他编剧一起设想如何抓紧剩下来的时间让他的角色退出节目。编剧之前就决定让卡尔一角死亡，过了一段时间后再确定以本集来收尾。卡尔在《故友重逢》的最后在丛林中被人开枪打死，观众没有马上看到凶手的真面目。两集过后，麦尔斯·斯特劳姆（肯·梁饰）发现卡尔的尸体葬在丛林里，不过尸体是由替身演员饰演。据巴绍夫所说，《迷失》的编剧还希望他将来能够回归，并且回归剧情就像《故友重逢》中的汤姆一样“酷”。回忆起参演《迷失》的经历，巴绍夫表示很喜欢这个节目，不但演员出众，而且“还能在天堂拍戏”，不过，他也希望自己能了解更多卡尔的过去。

### 编剧

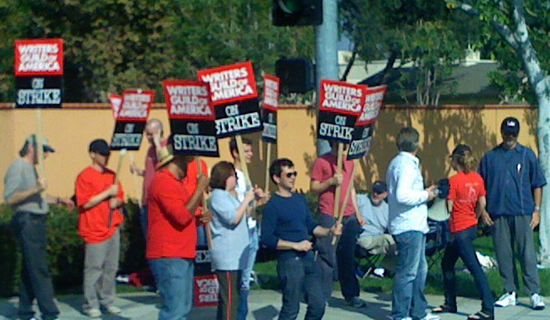
美国编剧工会成员在迪斯尼公司路段示威，美国广播公司是其子公司。

2007年11月4日，美国编剧工会发起大罢工，《迷失》的编剧正是在这天完成《故友重逢》剧本的最后一稿。众编剧希望已有的8集先不要播出，直到他们能够为第4季创作更多剧集后再开播，因为在他们看来，《故友重逢》的情节虽然“很酷”，但其中保留的悬念并不适合作为第4季的结局，他们觉得这就像某本书中一个引人入胜章节的结局，而不是整部书的尾声。但是，美国广播公司决定无论大罢工如何收场，2007至2008年电视季是否还会有更多《迷失》剧集诞生，已有的8集都需在2008年1至3月播出。2008年2月12日罢工结束后，众编剧请求美国广播公司把《故友重逢》的播映时间推迟到4月17日，作为第4季后半季剧集的开始，因为他们觉得这突破传统的一集适合作为新的开始。饰演赫利·瑞斯的乔治·加西亚（Jorge Garcia）也表示，《故友重逢》的结局虽令人震惊，但同之前几季的最终集风格上存在差异，以其作为收尾剧集的确有欠协调。但是，美国广播公司还是决定让《实习医生格蕾》、《丑女贝蒂》和《迷失》都在4月24日回归。
虽然创作受到罢工的影响，但执行制作人兼编剧亚当·霍罗威茨（Adam Horowitz）对《故友重逢》的整体表现感到满意，“感觉就像我们早就想要讲述迈克尔身上发生的故事”。卡尔顿·库斯表示，“我们（指编剧）觉得观众应当有权知道，迈克尔和沃尔特乘船离开后到底有哪些经历”。制作总监兼编剧伊丽莎白·萨诺夫（Elizabeth Sarnoff）则称，“迈克尔在第4季里一心想要去死，（汤姆）找到他后，他得到一次将功补过的机会”。执行制作人兼编剧爱德华·基齐斯（Edward Kitsis）也表示，他觉得迈克尔告诉儿子自己杀了人是值得尊重的，在明知这有可能导致两人关系破裂的情况下，他仍然选择向儿子坦承，从一定程度上来说，这种诚实值得尊敬，所以沃尔特之后不愿同父亲再见面的情节令人心碎。扮演迈克尔的哈罗德·佩里诺（Harold Perrineau）则认为，迈克尔犯下过一些大错并因此陷入困境，但总体而言，他仍然是个好人。与绝大多数《迷失》剧集中闪回镜头与主线剧情穿插不同，《故友重逢》中的闪回镜头是不间断的，并且持续时长也创下《迷失》的新纪录，之前同样采取这种表现手法的只有第3季的《过往种种》（Flashes Before Your Eyes）。对此霍罗威茨表示，剧组起初并没有要刷新什么纪录的打算，事情就是这样自然而然地发生了。《迷失》中绝大多数人物的姓名都同文学或历史人物存在一定关联，但迈克尔的化名“凯文·约翰逊”并非如此，戴蒙·林道夫对此表示，如果“其他人”选个类似“达尔文”或“狄更斯”的名字，这有可能会令威德摩尔生疑，他可能会想：“哟，我船上怎么来了个名字是文学典故的家伙，听起来很像本杰明·莱纳斯的别名嘛。”所以为了顺利进行，他们选了个听起来最平常、最不会令人起疑心的名字：凯文·约翰逊。林道夫还澄清，这个名字与美国篮球运动员凯文·约翰逊相同纯属巧合。
迈克尔在《故友重逢》中曾到访汤姆的豪华套房，并见到汤姆及同性伴侣阿图罗（Arturo，弗朗切斯科·西蒙纳饰），两人至此成为《迷失》中仅有的两个同性恋角色。汤姆曾在第3季第1集《双城记》（A Tale of Two Cities）中对凯特·奥斯顿（伊万杰琳·莉莉饰）声称，他不喜欢她这类型的女人，此后互联网上就开始出现针对他性取向的猜测。过了几个星期，编剧在访谈中暗示他们会在之后揭示剧中某个人物其实是同性恋。面对网上出现的猜测，扮演汤姆的男演员迈克·康纳·盖尼故意开始向杰克·谢泼德（马修·福克斯饰）做出一些挑逗性的举动，之后他声称，这成为他在第4季前几集的一大卖点。《故友重逢》播出后，林道夫和库斯确认第3季第1集中的那句台词只是暗示汤姆的性取向，他们之后才觉得有必要在节目中明确说明他是同性恋。林道夫对此表示，他们至少要切实地说明汤姆的性向，而不只是留下微妙的暗示。爱德华·基齐斯称汤姆是真正的君子，很高兴能够看到他出场。盖尼则表示，任何团体中都一定会有人与众不同，这个人就是汤姆。佩里诺也认同剧中这样明确人物的性向，觉得这样很酷。
据汤姆在剧中透露，815航班坠机的岛屿拥有某种神秘力量，足以决定各个人物的生死，迈克尔连续3度自杀失败便是明证。基齐斯觉得汤姆对迈克尔透露的这点信息耐人寻味，而且也的确同迈克尔的经历相符。马丁·克米（凯文·杜兰）还在之后的剧集中企图枪杀迈克尔，但枪却意外卡壳，一天后，岛屿的神秘力量又化身为克里斯蒂安·谢泼德（Christian Shephard，约翰·特里饰）出现在迈克尔面前。戴蒙·林道夫也确认，这个岛屿的确有干预他人命运的神秘能力，第3季季终时杰克曾试图自杀，但同样是在岛屿的干涉下未能成功。《故友重逢》播出后，《迷失》进入为期1个多月的间歇期，下一集《未来世界》于4月24日播出，林德夫又进一步确认是岛屿的神秘力量让本和威德摩尔都不会死。库斯还表示，对于《迷失》中的角色经历到底是以命运为主导，还是各人自由意志的选择这一问题，各方辩论一直在升温，本集中迈克尔的故事就是命运论的体现。他的命运同岛屿的联系紧密度超出他的预期，很可能也超出观众预期。伊丽莎白·萨诺夫则认为，剧中这座神秘岛屿对人物的命运自有安排，其他所有角色都会逐渐感受到这种影响。
《故友重逢》的第2个镜头是高尔特船长动手教训两个试图离开货轮的手下，据出演高尔特的格兰特·鲍尔（Grant Bowler）解释，这场戏的作用是表现货轮接近岛屿后，上面的情况是何等瞬息万变，同时船长为了维持秩序又会采取什么样的手段，旨在体现人物的地位和掌握控制权并保持冷静头脑的能力。

### 摄制
《故友重逢》的拍摄工作于2007年11月初开始，同月27日结束。受编剧大罢工影响，之后剧集的创作陷入停顿，原本的截止期限推迟，演员及剧组成员因此都有了更充足的时间，拍摄本集的周期也就比其它大部分《迷失》剧集都要长，同时也无需像以往那样同其他剧集一起摄制。不过，《故友重逢》的拍摄周期正好同杰克·本德执导的网络剧《迷失特辑：遗忘的碎片》重叠，同期摄制的还有第4季开场剧集中的一组镜头，由执行制片人让·希金斯（Jean Higgins）监督制作。佩里诺希望观众会对迈克尔回归感到高兴，称剧组和演员在摄制过程中都非常努力，这集节目中的内容也很丰富，感到就像拍了部电影。伊万杰琳·莉莉则认为本集是第4季前8集中最棒的。
货轮的外景镜头是在真正的货轮上拍摄，内部镜头除部分是在货轮上取景外，还有一部分是在剧组搭建的外景摄制。为了拍摄剧中的发动机房戏码（迈克尔在此引爆炸弹时看到莉比被枪杀），剧组根据真实货轮上的发动机房另建内景。因为据货轮首席工程师所说，这里“热得让人窒息”，气温达到40°C左右，而且“根本不可能在里面装上空调”。雕塑家吉姆·范豪顿（Jim Van Houten）以氨基甲酸乙酯泡沫为主要原料，在外景地制作出两台一模一样的船用引擎，长度均为7.3米。
剧中一个闪回至纽约的镜头实际上是在夏威夷州欧胡岛的檀香山取景，内景装饰师卡罗尔·贝恩·凯利（Carol Bayne Kelley）之前还曾用同一条街道摄制第4季第3集《经济学家》（The Economist）中德国柏林的镜头，这里还曾是第3季剧集《过往种种》中英国伦敦的取景地。剧末亚莉克斯、卡尔和卢棱在丛林中遭遇伏击的镜头是在欧胡岛最西北角一处海滩附近拍摄，《迷失》的《试播集》及早期的多集节目都是以这里作为主要取景地。这个镜头本是以“狙击手身穿精心制作的丛林迷彩服在林间穿棱”结束，但在后期制作时被剪。剧组之后重拍了包含这些元素的镜头，并用在之后的剧集里，届时观众已经得知这些狙击手的身份。

### 后期制作
卡尔顿·库斯是美国编剧协会的谈判委员，大罢工期间，他大部分时间都在同《迷失》其他编剧一起对罢工的执行情况展开纠察，不过11月下旬时，他还是继续监督《故友重逢》的后期制作。12月初，编剧协会同电影电视制片人联盟之间的谈判破裂，库斯随即停止参与剧集制作直至罢工结束。
除迈克·吉亚奇诺的原创配乐外，《故友重逢》还包含辅助剧情发展的流行音乐。迈克尔第一次自杀时，他的汽车收音机里正在播放“妈妈”·卡斯·埃利奥特（"Mama" Cass Elliot）演唱的歌曲（意为《会好的》）。迈克尔在“卡哈纳号”的发动机房看到莉比时，这首歌曲再度响起，但转瞬即逝。埃利奥特演绎的这首歌曲于1969年以单曲发布，同年又收录在专辑唱片《泡泡糖、柠檬水……给妈妈的东西》（Bubblegum, Lemonade, and... Something for Mama）中。《迷失》此前还曾在第2季中多次采用埃利奥特的歌曲（意为《做你自己的音乐》）。

## 反响

### 收视
《新闻日报》（Newsday）的凡尔纳·盖伊（Verne Gay）认为，以迈克尔一角为核心的闪回镜头令《故友重逢》成为第4季中最值得期待的剧集。观看节目首播，或是先行预录，然后在开播后5小时内观看的美国观众人数有1146.1万。虽然单从观众数看，剧集能在这周所有的电视节目中排到第9位，但仍然比《迷失》此前任何一集都要少。不过，这个不光彩的纪录只保持了1个多月就被2008年5月1日播出的《回家真好》（Something Nice Back Home）打破。从18至49岁年龄段观众群来看，《故友重逢》的收视率为4.6/12，意即有4.6%的该年龄段人群观看剧集，并且当时在看电视的该年龄段观众群有12%选择本集，在这周所有电视节目裡排第5。如果加上节目播出后7天内观看的人数，则本集的美国观众总数可以提高到1338.6万。共有142.1万加拿大观众收看《故友重逢》首播，在该周所有电视节目中排第8。本集在澳大利亚首播时吸引到61.8万观众，在当晚所有节目中排第24位。

### 专业评价

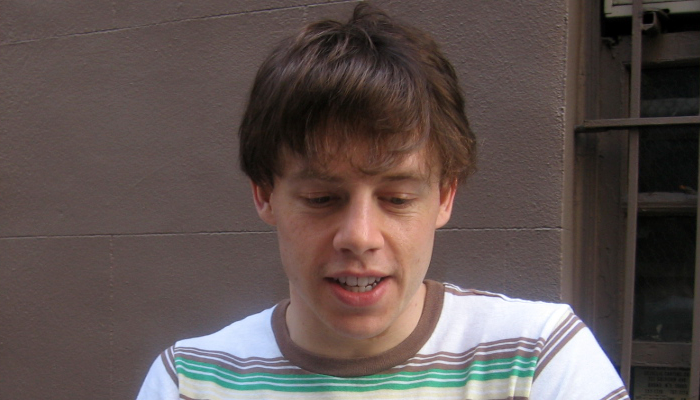
布莱克·巴绍夫因获得出演百老汇音乐剧的机会而离开《迷失》剧组

多位评论家和剧迷批评编剧似乎对《迷失》中已有的时间轴视而不见。根据第3季的剧情发展，剧迷可以推断出本集中围绕迈克尔展开的闪回镜头分别是对应岛上的什么时间。网站的约翰·库比西克（John Kubicek）声称，迈克尔离岛后经历的事情太多，与岛上的时间轴不符，根本不可能是短短一周的事情。首先他乘船离开，然后要找人帮忙靠岸，再告诉儿子自己之前犯下的大错、搭飞机回纽约，把沃尔特送去同奶奶一起住，再又找间公寓住下，遭遇车祸并恢复，然后才遇到汤姆。以此来看，“要么是编剧在玩弄时间概念，要么就是迈克尔经历过世界历史上最繁忙的一星期。”妮琪·斯塔福德以网站为证，批评《故友重逢》的时间轴不但完全对不上第3季，而且与同属第4季的《确认死亡》也不符。面对这些批评，林道夫认为这类在线讨论有时会变得非常恶毒，并且其他编剧和制作人也有同类感观，在他看来，对《故友重逢》中时空连续性的纠缠纯属“吹毛求疵”，“这（只）是电视”。
本集的结局是卢棱和卡尔被杀，亚莉克斯绝望之下大呼自己是本的女儿，评论家对此反响不一。网站的克里斯·卡拉波特（Chris Carabott）虽然对整集的评分达到8.8（最高10分），但认为这段镜头很不协调，由于时机不当而显得既多余又别扭。杰伊·格拉特菲尔特（Jay Glatfelter）在《赫芬顿邮报》撰文，称这段悬念设定令人震惊，但他又称，观众很可能并不在乎卡尔的生死，“虽然新发型很帅，但他实在不是什么让人感兴趣的人物。”数码间谍网站的本·罗森-琼斯（Ben Rawson-Jones）对本集的整体评价甚佳，也很适合作为第4季进入间歇期前的最后1集，但他对结尾的高潮戏不甚满意，觉得没有达到应有水准，因为亚莉克斯、卢棱的生死还不足以引起观众的强烈关注，卡尔更只个可有可无的陪衬。《娱乐周刊》的杰夫·詹森（Jeff Jensen）对这集的整体评分为，他同样觉得结尾的悬念设定不佳，相应人物也让人提不起兴趣，在他看来，美国广播公司高管拒绝听从电视剧主创人员的建议，坚持要把《故友重逢》作为第4季进入间歇期前的最后1集而非间歇期结束后的回归集，这样的决定很不明智。詹森还批评本集中与众不同的闪回剧情形势，认为这样的连续镜头导致这集失去了以往节目中那种更加深入、更令观众感同身受的情感。
部分评论家给予本集好评，称赞其中的人物发展和迈克尔的情感纠葛。《明星纪事报》（The Star-Ledger）的艾伦·塞平沃尔（Alan Sepinwall）对这集感观上佳，并称赞佩里诺的精彩演出。塞平沃尔认为，迈克尔是浮士德般的悲剧人物，竭力想要弥补自己为救儿子所犯下的罪过，这样的剧情设计令《故友重逢》成为第4季中的又一集典范之作，众编剧确实是在努力描述过去发生的每件事对人物造成的影响。蒂姆·古德曼（Tim Goodman）在《旧金山纪事报》发文，他也认同塞平沃尔的看法，同时还称剧中揭示汤姆是同性恋的情节独特而风趣。《综艺》杂志的辛西娅·利特尔顿（Cynthia Littleton）称佩里诺在剧中的大部分演出都恰到好处，“既不会无病呻吟，也没有故作深沉，把一个力图为所应为的男人体现的恰如其分。”数码间谍的本·罗森-琼斯对节目的整体评级为四星（最高五星），他很高兴剧中的闪回镜头是连续起来的，并称赞节目对迈克尔试图自杀时遇到的困境描写得很到位，同时剧中的其他兴奋点也很多，可谓高潮迭起。网站的丹·康波拉（Dan Compora）表示，他很高兴能够看到已经逝去的人物通过闪回镜头回归，他还称赞佩里诺的演技以及有关他的剧情，但觉得其他主要演员没有在这集里得到充分发挥。《赫芬顿邮报》的杰伊·格拉特菲尔特对本集整体持正面评价，但对其中揭示汤姆性取向的情节感到有些突兀，似乎只是为了让节目中有同性恋人物而刻意为之，同时又确保他不是最重要的角色，不致引起过分解读。
也有部分评论员对剧集反响不佳，多人对迈克尔和沃尔特经历中的空白感到失望。杂志的史蒂夫·海斯勒认为故事缺乏惊喜，剧情都在预料之中。网站的丹尼尔对《故友重逢》的整体评级为“+”（最高“+”），觉得表现中规中矩，但还算不上引人注目，感觉“剧中似乎少了点什么”，有关迈克尔的故事似乎只讲了一半就被打断了。在他看来，迈克尔在抑郁中越陷越深是很值得关注的戏点。他还觉得剧中迈克尔决心为本工作的理由并不够充分，编剧如果在这方面更加着力，效果一定会大有改观。此外，丹尼尔还觉得汤姆的激励演说效果很好，甚至从中看到他充当执掌橄榄球队的潜力。美国在线电视小队的艾琳·马特尔（Erin Martell）对有关迈克尔的闪回镜头不甚满意，同时也觉得剧中应该让沃尔特有更多出场时间。在她看来，至少有必要交待两人是何时返回美国本土。考虑到凯利身体上的急速成长，拍摄沃尔特的镜头可能会有难度，但剧组应该完全可以解决。）网站的奥斯卡·达尔（Oscar Dahl）认为《故友重逢》是第4季中第2差的剧集，只好过《另一个女人》，该网站的约翰·库比西克同样评价不佳，称剧中的闪回镜头“本质上展示的都是那些大家都已经知道的事情，别的什么也没有。”

### 奖项
《故友重逢》获黄金时段艾美奖1小时节目类喜剧及正剧杰出音效奖提名，并在2008年9月13日的颁奖典礼上胜出，是《迷失》在2008年崭获的唯一一座艾美奖。获奖的罗伯特·“鲍比”·安德森（Robert "Bobby" Anderson）在《迷失》第4季完整版中的彩蛋花絮中表示，剧中的很多镜头的拍摄地点距高速公路仅有180米，车流的噪声和海浪声掩盖了人物的对白，所以他安排演员在自动对白替换片场系统中重新录制那些环境相对安静时的台词。